# Instytut Technologii Elektronowej
Das Instytut Technologii Elektronowej (kurz ITE) ist eine polnische Forschungseinrichtung. Das ITE betreibt Grundlagen- und Angewandte Forschung in der Mikro- und Nanotechnologie.

## Geschichte
Gegründet wurde das Instytut Technologii Elektronowej 1966 durch den Ministerrat als Forschungseinrichtung der Polnischen Akademie der Wissenschaften, mit der Zielsetzung Grundlagen- und angewandte Forschung in der Halbleiterelektronik und -physik zu betreiben. 1970 wurde das ITE in ein industrielles Institut unter der Aufsicht des Ministeriums für Industrie umgewandelt und an das Naukowo-Produkcyjne Centrum Mikroelektroniki (CEMI) (deutsch Forschungs- und Produktionszentrum für Mikroelektronik) angegliedert. Neuer Forschungsauftrag war die Entwicklung neuer Halbleiterbauelementen und -technologien. Zudem sollten die neu entwickelten Technologien durch das ITE in die Massenproduktion überführt und die Produktion beaufsichtigt werden. Im Jahr 1991 verließ das ITE das CEMI und wurde wieder ein eigenständiges Forschungs- und Entwicklungsinstitut unter der Aufsicht des Wirtschaftsministeriums. Zu dieser Gelegenheit wurde die Zielsetzung des Instituts neu gesetzt: Ziel ist seitdem die Forschung auf internationalem Niveau und die Entwicklung neuer Halbleitertechnologien für neue Produkte. Im Jahr 2000 wurde eine neue Pilotlinie für Siliziumhalbleiterprodukte (silicon processing pilot line) in Piaseczno eröffnet. Im April 2002 wurde das Forschungs- und Entwicklungszentrum für Hybride Mikroelektronik und Widerstände in Krakau ins ITE eingegliedert.
Das ITE ist seit 2002 nach ISO 9001:2002 zertifiziert.
In seiner Geschichte erhielt das ITE einige nationale und internationale Auszeichnungen.

## Forschung und Entwicklung
Das ITE hat acht Forschungsabteilungen:
- Department of Photonics widmet sich der Erforschung neuer Lichtquellen für industrielle, medizinische und umwelttechnische Anwendungen. Dazu gehört die Erforschung neuer Laser Technologien und optische Detektoren.[7]
- Division of Silicon Microsystem and Nanostructure Technology erforscht ein breites Spektrum an Technologien für die Mikro- und Nanotechnologie, von optischen Detektoren bis hin zu kompletten integrierten Systemen.[8]
- Department of Micro- and Nanotechnology of Wide Bandgap Semiconductors erforscht Fertigungsprozesse und Bauelemente auf Basis verschiedener Halbleiter, wie bspw. III-V Halbleiter, GaN, GaSb und ZnO.[9]
- Department of Microelectronics (Krakow) betreibt Forschung auf den Gebieten keramische Materialien, der Mikromontage, Medizinelektronik und Messtechnik.[10]
- Department of Materials and Semiconductor Structures Research beschäftigt sich mit der strukturellen, optischen und elektrischen Charakterisierung von Materialien und Bauelementen.[11]
- Department of Integrated Circuits and Systems beschäftigt sich mit der Entwicklung und dem Design mikroelektronischer Schaltungen und mikrotechnischer Systeme. Zurzeit liegt der Fokus auf der Integration heterogener Systeme, der Entwicklung von RF-Schaltungen und der Elektromagnetische Verträglichkeit von ICs.[12]
- Department of Characterisation of Nanoelectronic Structures entwickelt neue Methoden zur Charakterisierung von MOS-Bauelementen und anderen Halbleiter-Nanostrukturen. Für die neuen Methoden werden neue physikalische Modelle entwickelt.[13]
- Department of Analysis of Semiconductor Nanostructures[14]

Vor kurzem wurden zudem zwei Kompetenzzentren eröffnet. Das CEPHONA erforscht die Physik und Technologie zur Herstellung photonischer Nanostrukturen. Das MANTARC betreibt angewandte Forschung im Bereich der Mikro- und Nanotechnologie. Ziel des Zentrums ist es MEMS/MOEMS für wissenschaftliche und industrielle Anwendungen zu entwickeln.

## Kooperationen
Das ITE unterhält Kooperationen mit verschiedenen Partner und ist Mitglied in den Netzwerken.
Netzwerke:
- MIcro-NanOSystems EUROpean NETwork (MINOS-EURONET)
- Micro and Nanotechnologies going to EASTern Europe through NETworking (MINAEAST-NET)
- Network of European Micro- and Nanotechnology (MNT-ERANET)
- Association for European NanoElectronics ActivitieS (AENEAS)
- Organic Electronic Association (oe-a)
- Silicon-based nanostructures and nanodevices (Sinano)